# Dřínov, Kladno
Dřínov là một làng thuộc huyện Kladno, vùng Středočeský, Cộng hòa Séc.